# می‌دانم کجا می‌روم
می‌دانم کجا می‌روم (انگلیسی: I Know Where I'm Going!) فیلمی در ژانر رمانتیک و درام به کارگردانی مایکل پاول و امریک پرسبرگر است که در سال ۱۹۴۵ منتشر شد.

## خلاصه داستان
«جوان وبستر» زنی جاه طلب از طبقه متوسط انگلیس است که از دوران کودکی مصمم است رو به جلو حرکت کند. او با پدر خود در یک رستوران مجلل دیدار می‌کند تا اعلام کند می‌خواهد با «رابرت بلینگر» تاجری ثروتمند در جزایر اسکاتلند ازدواج کند. او به جزیره سفر می‌کند اما در هوای طوفانی گرفتار می‌شود و…

## بازیگران
- وندی هیلر
- پاملا براون
- فینالی کوری
- جان لوری
- پتولا کلارک
- والنتین دایل